# Pascal Mancini
Pour les articles homonymes, voir Mancini.
Pascal Mancini, né le 18 avril 1989 à Fribourg, est un athlète suisse, spécialiste du sprint, connu également pour sa proximité avec l'extrême droite.

## Biographie
En 2009, Pascal Mancini participe, avec l’équipe de relais 4 x 100 m, composée également de Marc Schneeberger, Reto Amaru Schenkel et Marco Cribari, aux championnats du monde d'athlétisme à Berlin. Les Suisses terminent cinquièmes de leur série avec un temps très moyen de 39 s 47.
En 2012, Pascal Mancini est suspendu deux ans, à la suite de deux contrôles qui se sont révélés être positifs à la nandrolone. Si le produit a été injecté par erreur par un médecin, la chambre disciplinaire de Swiss Olympic met à pied tout de même Pascal Mancini car ni lui ni son entraîneur n'ont informé Antidoping Suisse de cette erreur, au contraire du médecin responsable,. Son club, le Stade Genève, l'exclut après cette condamnation. Il retourne donc au club de ses débuts, la FSG Estavayer-le-Lac.
Le 9 juin 2014, de retour à la compétition après sa suspension, Mancini bat son record du 100 mètres, l’abaissant à 10 s 28, temps qui le qualifie pour les championnats d'Europe de Zurich. Le 16 août 2014, à l’occasion des championnats d’Europe d’athlétisme, Mancini bat une nouvelle fois le record de Suisse du relais 4 × 100 m, en 38 s 54, avec ses coéquipiers Alex Wilson, Suganthan Somasundaran et Reto Schenkel. Le lendemain, le relais suisse termine quatrième de la finale avec un temps de 38 s 56. Sur le plan individuel, Mancini est éliminé en demi-finale du 100 mètres, réussissant le troisième temps de sa série en 10 s 38.
Il est alors l'objet de polémiques pour une « quenelle » réalisée lors de ces championnats, geste controversé popularisé par l'humoriste d'extrême droite Dieudonné. Convoqué par la Fédération, il est sanctionné par un blâme et effectue un recours devant le Tribunal arbitral du sport.
En 2018, il est mis en cause puis exclu à titre conservatoire par la fédération suisse pour ses prises de positions racistes et d'extrême droite sur les réseaux sociaux,, exclusion conservatoire annulée à la suite d'un recours du sprinteur. Il est finalement sanctionné par une suspension d'un an et une amende de 5.000 CHF,.
En 2020, il commence à entrainer un groupe de sprinters,,.
Après avoir purgé sa peine, il réintègre l'équipe de Suisse en 2021,.
En 2022, il réalise 10 s 23 sur 100 m à Bulle. Il devient champion Suisse sur cette distance à Zürich pour la deuxième fois de sa carrière. Cette même année il est éliminé en demi finale aux championnats d'Europe de Munich sur 100m et finaliste avec le relais 4 x 100 m en 38 s 36.
En 2023, il réalise un 50 m en 5 s 63. Il bat le record de Suisse en 60m en 6 s 58.
Il participe en 2023 aux championnats d'Europe Indoor à Istanbul où il est éliminé en demi-finale
L'été, avec le relais 4 x 100m Suisse, composé de Bradley Lestrade, Felix Svenson et Enrico Guntert, il participe aux championnats d'Europe par Equipe à Chorzów. Il est également qualifié sur 100 m à cet évènement.
Toujours en 2023, il participe aux championnats du monde de Budapest.
En 2024, il participe aux championnats du monde de Glasgow sur 60 m sans passer le cap des demi-finales.

## Palmarès
| Date | Compétition                       | Lieu      | Résultat | Épreuve   | Temps         |
| ---- | --------------------------------- | --------- | -------- | --------- | ------------- |
| 2015 | Relais mondiaux de l'IAAF         | Nassau    | 7e       | 4 × 200 m | 1 min 24 s 37 |
| 2015 | Championnats d'Europe par équipes | Heraklion | 2e       | 4 x 100 m | 40 s 00       |
| 2017 | Championnats d'Europe en salle    | Belgrade  | 6e       | 60 m      | 6 s 70        |
| 2017 | Championnats d'Europe par équipes | Vaasa     | 1er      | 4 x 100 m | 39 s 65       |
| 2022 | Championnats d'Europe             | Munich    | 5e       | 4 x 100 m | 38 s 36       |

## Positions politiques
Proche des nationalistes et de l'extrême droite, Pascal Mancini fait partie des cercles très proches de Dieudonné, d'Alain Soral. Il a ainsi publiquement effectué le geste de la « quenelle », popularisé par Dieudonné lors de rendez-vous sportifs internationaux en 2014 : championnat de Suisse d’Athlétisme et championnats d'Europe. Ces prises de positions sont salués publiquement par Dieudonné dans des vidéos publiées sur Internet. Il soutient aussi Civitas,. A ce titre, il est épinglé par la Coordination intercommunautaire contre l'antisémitisme et la diffamation en 2018.